# Serranito (Bocadillo)

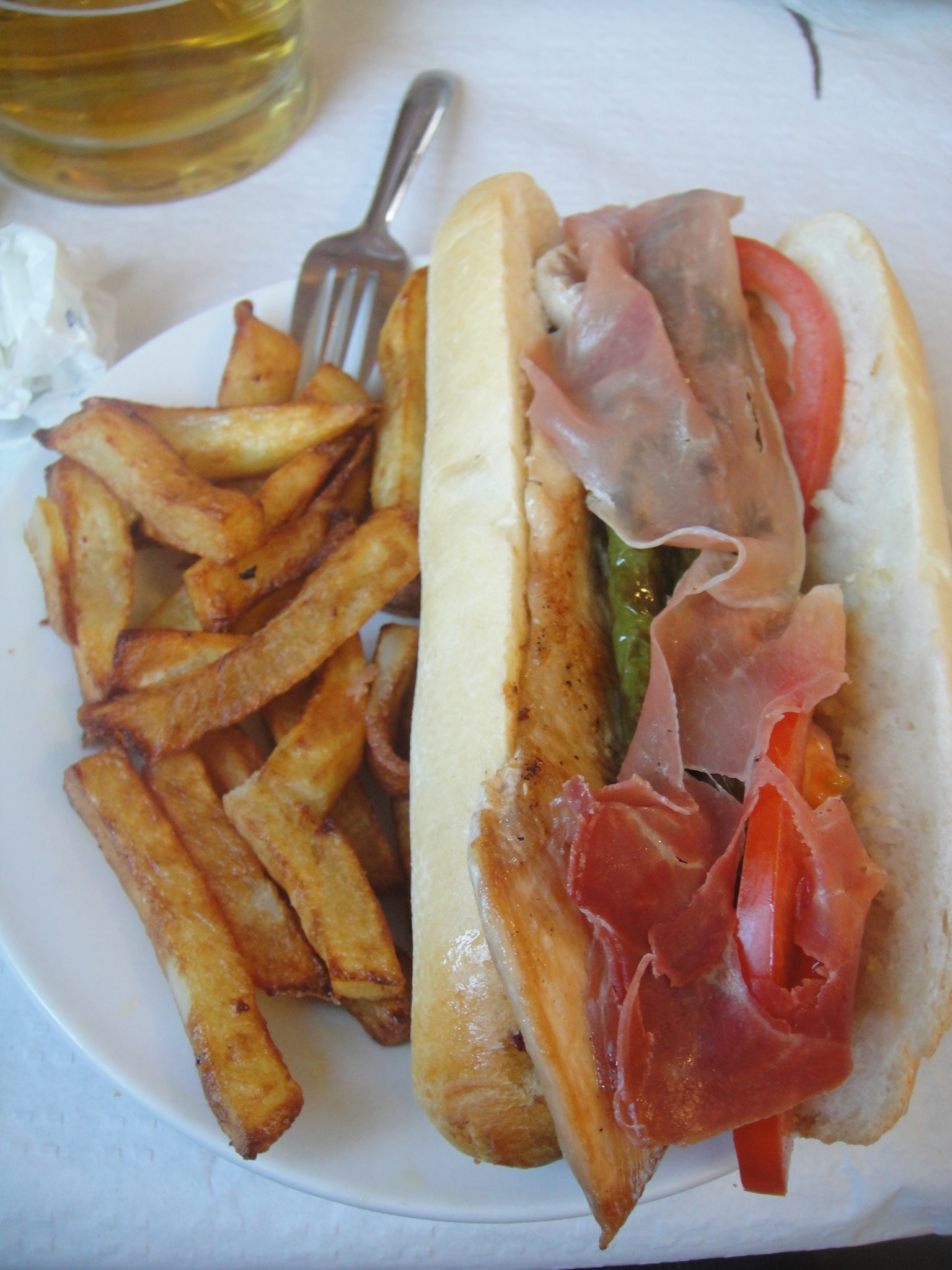
Serranito mit Hühnchen und Pommes frites in einer Bar in Villanueva del Ariscal

Ein Serranito ist ein Gericht der andalusischen Küche, ein großes, reich belegtes Weizenbrötchen (span. Bocadillo). Das ursprüngliche Rezept stammt aus Sevilla.

## Bestandteile
Der Serranito besteht entweder aus einer viena andaluza (einem länglichen, knusprigen Brötchen) oder einem mollete (einem großen weichen Weizenbrötchen), belegt mit mehreren Scheiben Schweinefilet oder Hühnerbrust oder Serrano-Schinken, Tomate, gegrilltem grünem Paprika und Omelett. Gewöhnlich werden Aioli oder Mayonnaise und Pommes frites dazu gereicht.

## Verbreitung
Der Serranito wird für gewöhnlich als Hauptgericht verzehrt. Wegen seines günstigen Preises ist er vor allem von jungen Leuten beliebt. Zunächst ein festes Angebot von Tapas-Bars in Sevilla, verbreitete er sich mit der Zeit in ganz Andalusien. Auch auf Volksfesten und bei abendlichen Partys wird er angeboten.
Der Überlieferung nach wurde der Begriff in den 1970er Jahren Bars der Sevillaner Stadtviertel Cerro del Águila und Juan XXIII geprägt. Der Gastwirt José Luis Cabeza Hernández eröffnete 1983 die Gaststätte Meson Serranito und ließ sich den Begriff patentieren, ohne jedoch einen exklusiven Anspruch gegenüber anderen Gaststätten durchzusetzen.